# كاليستو (مصارع)
 أيمانويل أليجاندرو رودريغيز  (بالإنجليزية: Kalisto)‏ ولد في (14 نوفمبر 1986) , هو مصارع مكسيكي محترف يصارع حاليا في الدبليو دبليو أي تحت أسم  كاليستو  و كان أسمه سابقا هو ساموراي ديل سول , وهو الآن في فريق مع المصارع سين كارا حيث تمكنا من هزيمة ذا أسنشين و الفوز ببطولة NXT للفرق , و يدعى الفريق ب لوتشا دراغون (تنانين لوتشا) , و في يوم 17 فبراير 2015 ضهر كاليستو أول مرة في عرض ماين أيفينت في مباراة فرق عندما فاز هو و سين كارا على كل من هيث سلايتر وكورتيس اكسل 

كاليستو متزوج من امرأة تدعى أبيغايل.

## بطولة الولايات المتحدة الأمريكية
فاز كاليستو ببطولة الولايات المتحدة من البرتو ديل ريو في عرض من عروض الرو 2016 وكانت هذة أول بطولة يحققها كاليستو في wwe

## وصلات خارجية
- كاليستو على موقع IMDb (الإنجليزية)
- كاليستو على موقع ميوزك برينز (الإنجليزية)
- كاليستو على موقع ديسكوغز (الإنجليزية)
- كاليستو على موقع قاعدة بيانات الفيلم (الإنجليزية)
- كاليستو على موقع دبليو دبليو إي (الإنجليزية)
- كاليستو على موقع CageMatch worker (الإنجليزية)
- كاليستو على موقع قاعدة بيانات المصارعة على الإنترنت (الإنجليزية)
- كاليستو على موقع عالم المصارعة على الإنترنت (الإنجليزية)
- كاليستو على موقع عالم المصارعة على الإنترنت (الإنجليزية)